# Kotovo
Kotovo (en russe : Котово) est une ville de l'oblast de Volgograd, en Russie, et le centre administratif du raïon de Kotovo. Sa population s'élevait à 23 614 habitants en 2013.

## Géographie
Kotovo est située sur la rivière Kazanka, dans le bassin du Don, à 180 km au nord de Volgograd.

## Histoire
L'origine de la ville remonte à la fondation du village de Kazanka dans les années 1710. Le nom du village vient du nom de famille du premier colon, un Ukrainien nommé Kotenko. En 1791, une première église en pierre fut construite, l'église de l'Archange Michel. À la fin du XIXe siècle, le village comptait déjà près de 3 000 âmes. Au début du XXe siècle, du pétrole commença à être exploité dans les environs et la population augmenta. En 1958, Kotovo accéda au statut de commune urbaine et en 1966 à celui de ville.

## Population
Recensements (*) ou estimations de la population
| 1959* | 1970*  | 1979*  | 1989*  |
| ----- | ------ | ------ | ------ |
| 7 175 | 20 553 | 23 059 | 25 360 |

| 2002*  | 2010*  | 2012   | 2013   |
| ------ | ------ | ------ | ------ |
| 26 763 | 24 115 | 23 819 | 23 614 |